# Alegeri directe
Alegerile directe sau scrutinul direct sunt un sistem electoral în care alegătorii își dau votul în mod direct pentru persoana (persoanele) sau pentru partidul pe care îl doresc ales. Sufragiul direct poate fi uninominal sau proporțional.
Spre deosebire de alegerile directe, în alegerile indirecte votanții aleg un corp reprezentativ care la rândul lui alege demnitarul sau înaltul funcționar. De exemplu, în Statele Unite votanții aleg delegații Colegiului electoral, care la rândul lor îl aleg pe viitorul președinte. 